# Liste der Trainer des CD Zacatepec
Die nachstehende Liste beinhaltet alle Trainer der Fußballmannschaft des CD Zacatepec von der Saison 1950/51 bis zur Saison 2003/04:
| Spielzeit    | Trainer                                               | Spielzeit    | Trainer                                                          |
| ------------ | ----------------------------------------------------- | ------------ | ---------------------------------------------------------------- |
| 1950/51      | Ignacio Trelles                                       | 1951/52      | Horacio Casarín                                                  |
| 1952/53      | José Moncebáez                                        | 1953/54      | José Moncebáez                                                   |
| 1954/55      | Ignacio Trelles                                       | 1955/56      | Ignacio Trelles                                                  |
| 1956/57      | Ignacio Trelles                                       | 1957/58      | Ignacio Trelles                                                  |
| 1958/59      | Ignacio Trelles                                       | 1959/60      | Ignacio Trelles                                                  |
| 1960/61      | Ignacio Trelles                                       | 1961/62      | Donato Alonso                                                    |
| 1962/63      | Fernando García                                       | 1963/64      | Fernando García                                                  |
| 1964/65      | José Vela                                             | 1965/66      | José Vela / Francisco Hernández                                  |
| 1966/67      | Francisco Hernández                                   | 1967/68      | Francisco Hernández                                              |
| 1968/69      | Francisco Hernández / Ernesto Candia                  | 1969/70      | Ernesto Candia                                                   |
| 1970/71      | Ernesto Candia                                        | 1971/72      | Ernesto Candia                                                   |
| 1972/73      | Ernesto Candia / Carlos Lara                          | 1973/74      | Carlos Lara                                                      |
| 1974/75      | Carlos Lara / Isidro Gil                              | 1975/76      | Isidro Gil                                                       |
| 1976/77      | Isidro Gil / Raúl „Piteco“ Sánchez / Carlos Turcato   | 1977/78      | Carlos Turcato / Gustavo Cabañas                                 |
| 1978/79      | Horacio Casarín                                       | 1979/80      | Gustavo Cabañas                                                  |
| 1980/81      | Gustavo Cabañas / Carlos Turcato                      | 1981/82      | Carlos Turcato                                                   |
| 1982/83      | Carlos Turcato / Raúl „Piteco“ Sánchez / Pedro Nájera | 1983/84      | José Vela                                                        |
| 1984/85      | José Vela / Raúl „Piteco“ Sánchez / Fernando Dávila   | 1985/86      | Fernando Dávila / Carlos Turcato                                 |
| 1986/87      | Carlos Turcato / Pedro Nájera                         | 1987/88      | Alfredo Morales Zapata / Miguel Ángel Vielma / Carlos Turcato    |
| 1988/89      | Carlos Turcato / Mario Marquina / Antonio Tafolla     | 1989/90      | Jorge „Coco“ Gómez / Isidro Gil / Gabriel Núñez                  |
| 1990/91      | Rubén Maturano                                        | 1991/92      | Diego Malta                                                      |
| 1992/93      | Alfonso Portugal / Rubén Maturano                     | 1993/94      | Héctor Sanabria / Benjamín Fal                                   |
| 1994/95      | Manuel Manzo                                          | 1995/96      | Roberto „Monito“ Rodríguez / Alberto „Piojo“ Ordaz Ramírez       |
| Invierno '96 | Jorge „Coco“ Gómez / Manuel Torres                    | Verano '97   | Manuel Torres / Manuel Manzo                                     |
| Invierno '97 | Enrique Basulto Fernández / Antonio Tafolla           | Verano '98   | Antonio Tafolla                                                  |
| Invierno '98 | Antonio Tafolla                                       | Verano '99   | Antonio Tafolla / Nelson Sanhueza                                |
| Invierno '99 | Nelson Sanhueza                                       | Verano '00   | Manuel Aranda Jarero / Ernesto Sosa Valadez / Jorge „Coco“ Gómez |
| Invierno '00 | Jorge „Coco“ Gómez                                    | Verano '01   | Jorge „Coco“ Gómez                                               |
| Invierno '01 | Cristóbal Ortega                                      | Verano '02   | Carlos Bracamontes / Cristóbal Ortega                            |
| Apertura '02 | Pedro Ascencio                                        | Clausura '03 | Antonio Mohamed                                                  |
| Apertura '03 | Antonio Mohamed                                       | Clausura '04 | Antonio Mohamed / Pablo Centrone                                 |